# Paweł Malinski

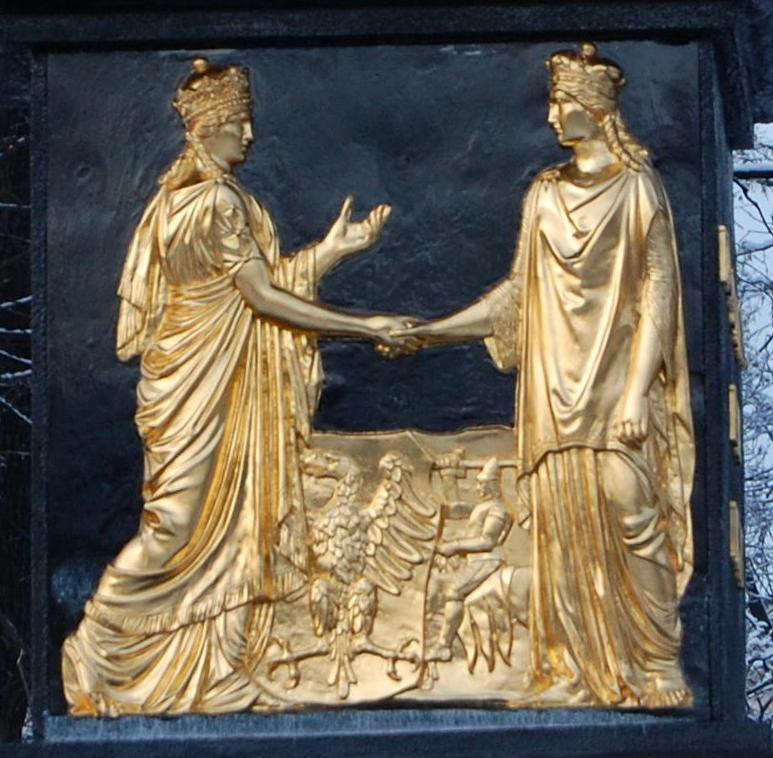
Basorelief de pe monumentul Uniunii din Lublin, din Lublin

Paweł Malinski (n. 1790, Berniau – d. 1853, Varșovia) a fost un sculptor și francmason de origine cehă care a trăit și a lucrat în Polonia.

## Studii
Paweł Malinski s-a născut în Berniau, Republica Cehă. În 1804 s-a înscris la Academia de Arte Frumoase din Praga. Între anii 1810 - 1816 a studiat la Academia de Arte Frumoase din Dresda sub conducerea sculptorului Franz Pettrich. Malinski a executat sculpturi arhitecturale ce împodobesc fațadele și interioarele de clădiri și biserici, statui, monumente funerare precum și portrete realizate în stil neoclasic.

## Cariera
În 1816 a ajuns în Varșovia, la invitația lui Stanisław Zamoyski, care l-a însărcinat cu executarea decorului sculptural pentru refacerea Palatului albastru (Plavi Dvorac). În 1817 a fost numit profesor de sculptură la Universitatea din Varșovia. El a deținut această funcție până la desființarea Departamentului de Arte Plastice după sfârșitul revoltei din noiembrie. Între anii 1820-1822 el a câștigat o bursă guvernamentală în Italia, unde a lucrat sub îndrumarea lui Bertel Thorvaldsen. Malinski a fost profesor pentru Konstanty Hegel (tatăl lui Wladimir Hegel), Władysław Oleszczyński și Jakub Tatarkiewicz.